# ستيفان نجوين
ستيفان نجوين (24 فبراير 1992 بالسويد - ) هو لاعب كرة سلة فيتنامي في مركز الهجوم خلفي. لعب مع 08 Stockholm Human Rights ‏.

## وصلات خارجية
- ستيفان نجوين على موقع كرة السلة الأوروبية.كوم (الإنجليزية)
- ستيفان نجوين على موقع ريلجم (الإنجليزية)
- ستيفان نجوين على موقع بروبوليرز (الإنجليزية)